# مخاك غزاريان
مخاك غزاريان (مواليد 13 ديسمبر 1966) هو ملاكم أرميني، مثّل بلاده في الألعاب الأولمبية الصيفية في دورتي 1988 و1996.

## روابط خارجية
مخاك غزاريان على موقع أوليمبيديا (الإنجليزية)